# مستشفى ابن الهيثم للعيون
مستشفى ابن الهيثم التعليمي للعيون هو أكبر مؤسسة تخصصية علاجية في طب العيون في العراق. ويعد من أضخم مراكز طب وجراحة العيون في الشرق الأوسط. تأسس عام 1985، وسمي بهذا الاسم تيمناً بالفيلسوف العربي الحسن بن الهيثم. يتألف مبنى المستشفى من طوابق عدة، ويضم اقساماً متعددة تشمل الطوارئ والعيادات الاستشارية إضافة إلى العيادات التخصصية مثل عيادة الشبكية وقص السائل الزجاجي، طب عيون الأطفال والحول، داء الزرقاء، امراض وجراحة القرنية، الجراحة التجميلية للعين، وتصحيح الأخطاء الانكسارية بالليزر والليزك. وفي سنة 1970، كانت البناية لمستشفى اسمه مستشفى الرمد.

## روابط خارجية
- الموقع الرسمي